# Fritillaria dagana
Fritillaria dagana là một loài thực vật có hoa trong họ Liliaceae. Loài này được Turcz. miêu tả khoa học đầu tiên năm 1834.